# Бенну
Бенну (Бен-Бен) — в египетской мифологии птица — аналог феникса. По легенде является душой бога Ра. Название связано со словом «вебен», означающим «сиять».
По легенде Бенну появился из огня, который горел на священном дереве во дворе храма Ра. По другой версии Бенну вырвался из сердца Осириса. Изображался в виде серой, голубой или белой цапли с длинным клювом и хохолком из двух перьев, а также в виде жёлтой трясогузки или орла с красными и золотыми перьями. Существуют также изображения Бенну в виде человека с головой цапли.
Бенну олицетворял воскресение из мёртвых и ежегодные разливы Нила. Символизировал солнечное начало.

## В культуре
- Является ключевым персонажем 4 серии мультсериала «Тутенштейн». По сюжету Бенну способна обращать время вспять. По приказу фараона птица возвращает времена Древнего Египта.